# Halo (LUM!X-dal)
A Halo (magyarul: Glória) az osztrák DJ, LUM!X és Pia Maria énekesnő dala, mellyel Ausztriát képviselték a 2022-es Eurovíziós Dalfesztiválon Torinóban. A dal belső kiválasztás során nyerte el a dalversenyen való indulás jogát.

## Eurovíziós Dalfesztivál
2022. február 8-án az osztrák állami közszolgálati műsorszolgáltató (ORF) bejelentette, hogy LUM!X-ot és Pia Mariát választották ki, hogy képviseljék Ausztriát a következő Eurovíziós Dalfesztiválon. Versenydaluk március 11-én jelent meg.
A dalfesztivál előtt Tel-Avivban, Londonban és Amszterdamban eurovíziós rendezvényeken népszerűsítették versenydalukat.
Az Eurovíziós Dalfesztiválon a dalt először a május 10-én rendezett első elődöntőben adták elő fellépési sorrend szerint tizenharmadikként a Dániát képviselő REDDI The Show című dala után és az Izlandot képviselő Systur Með hækkandi sól című dala előtt. Az elődöntőben a nézői szavazatok és a nemzetközi zsűrik pontjai alapján nem került be a dal a május 14-én megrendezésre került döntőbe. Összesítésben 42 ponttal a 15. helyen végeztek.
A következő osztrák induló Teya & Salena Who the Hell Is Edgar? című dala volt a 2023-as Eurovíziós Dalfesztiválon.